# 7Eleven Cliqq Roadbike Philippines
Das Team 7Eleven Cliqq Roadbike Philippines ist ein philippinisches Radsportteam mit Sitz in Tarlac City.
Die Mannschaft ist seit 2013 im Besitz einer Lizenz als UCI Continental Team und nimmt vornehmlich an den Rennen der UCI Asia Tour teil, wo das Team auch seine internationalen Siege erzielte. Nachdem bis 2022 vernehmlich philippinische Fahrer im Team waren, sind seit 2023 vermehrt Fahrer aus anderen Nationen vertreten. Manager und Sportlicher Leiter ist Ric Rodríguez.

## Erfolge pro Saison
| Rennserie                 | 2013 | 2014 | 2015 | 2016 | 2017 | 2018 | 2019 | 2020 | 2021 | 2022 | 2023 | 2024 |
| ------------------------- | ---- | ---- | ---- | ---- | ---- | ---- | ---- | ---- | ---- | ---- | ---- | ---- |
| UCI ProSeries             | -    | -    | -    | -    | -    | -    | -    | -    | -    | -    | -    | -    |
| UCI Continental Circuits  | 1    | 2    | -    | 1    | 1    | -    | 3    | -    | -    | -    | -    | -    |
| nationale Meisterschaften | -    | -    | -    | -    | -    | -    | -    | -    | -    | 2    | 1    | 1    |

## Platzierungen in UCI-Ranglisten
UCI-Weltrangliste
| World Ranking | World Ranking | World Ranking                    | World Ranking |
| Jahr          | Teamwertung   | Einzelwertung                    |               |
| ------------- | ------------- | -------------------------------- | ------------- |
| 2016          | —             | Marcelo Felipe Hernández (880. ) |               |
| 2019          | 133.          | Natnael Mebrahtom (603. )        |               |
| 2022          | 109.          | Nichol Pareja (701. )            |               |
| 2023          | 149.          | Nichol Pareja (1703. )           |               |
| 2024          | 185.          | Joshua Pascual (996. )           |               |
|               |               |                                  |               |
| Quelle: UCI   |               |                                  |               |

UCI Asia Tour
| Saison | Mannschaftswertung | Fahrerwertung        |
| ------ | ------------------ | -------------------- |
| 2013   | 44.                | Mark Galedo (240.)   |
| 2014   | 51.                | Mark Galedo (67.)    |
| 2015   | 24.                | Mark Galedo (30.)    |
| 2016   | 37.                | Marcelo Felipe (86.) |